# CMYK (EP)
CMYK je druhé EP anglického hudebníka Jamese Blakea. Vydalo jej v květnu roku 2010 hudební vydavatelství R&S Records a veškeré nástroje náhrál sám Blake, který je rovněž producentem nahrávky. Na albu se nachází několik samplů; jde převážně o písně ve stylu R&B z devadesátých let. Společně s nahrávkami The Bells Sketch a Klavierwerke toto EP zařadil hudební server Pitchfork Media mezi padesát nejlepších alb roku 2010.

## Seznam skladeb
Autorem všech skladeb je James Blake.
| Pořadí | Název     | Délka |
| ------ | --------- | ----- |
| 1.     | CMYK      | 3:39  |
| 2.     | Footnotes | 4:47  |
| 3.     | I'll Stay | 3:49  |
| 4.     | Postpone  | 3:40  |